# 阪口皓亮
阪口 皓亮（さかぐち こうすけ、1999年8月15日 - ）は、大阪府大阪市大正区出身のプロ野球選手（投手）。右投左打。東京ヤクルトスワローズ所属。

## 経歴

### プロ入り前
大阪市立三軒家東小学校2年から野球を始め、大阪市立大正東中学校時代には大正ボーイズに所属し、投手兼外野手としてプレー。比嘉賢伸とは小中でチームメイトであり、小学校時代にはバッテリーを組んでいた。DeNAに同期入団した山本祐大は中学校の1つ先輩にあたる。
北海高等学校では2年春に背番号15でベンチ入りするも、2年夏はベンチ外。同校はこの年大西健斗を擁し、第98回全国高等学校野球選手権大会に出場し準優勝。阪口は甲子園に帯同し、初戦で対戦した松山聖陵のエース・アドゥワ誠対策として打撃投手を務めた。その後第71回国民体育大会で全国大会デビューを果たしたが、同年秋と3年春は札幌地区大会で敗退。背番号10を着けた3年夏には、左腕の多間隼介との2枚看板で地区予選を勝ち上がり、第99回全国高等学校野球選手権大会の南北海道代表として出場を果たす。先発登板した初戦の神戸国際大学附属戦では、初回に自己最速となる148km/hを記録。その後も140km/h台後半の直球に130km/h台のカットボールを織り交ぜながら試合を作り、4回二死で降板（8安打4奪三振1失点）。降板後は逆転負けを喫したため甲子園での登板はこの１試合のみだったが、この好投がスカウト陣の目に留まり、小川淳司（当時東京ヤクルトスワローズシニアディレクター）は「この夏もう一度見たかった、一番の投手」と評価した。当時のチームメイトに川村友斗がいる。
2017年10月26日に行われたプロ野球ドラフト会議で横浜DeNAベイスターズから3位指名を受け、11月12日に札幌市内で入団交渉に臨み、契約金5000万円、年俸600万円（金額は推定）で仮契約を結んだ。背番号は12。北海から直接プロ入りしたのは（育成を除く）、1985年の有倉雅史（ロッテ6位）以来32年ぶりだった。

### DeNA時代

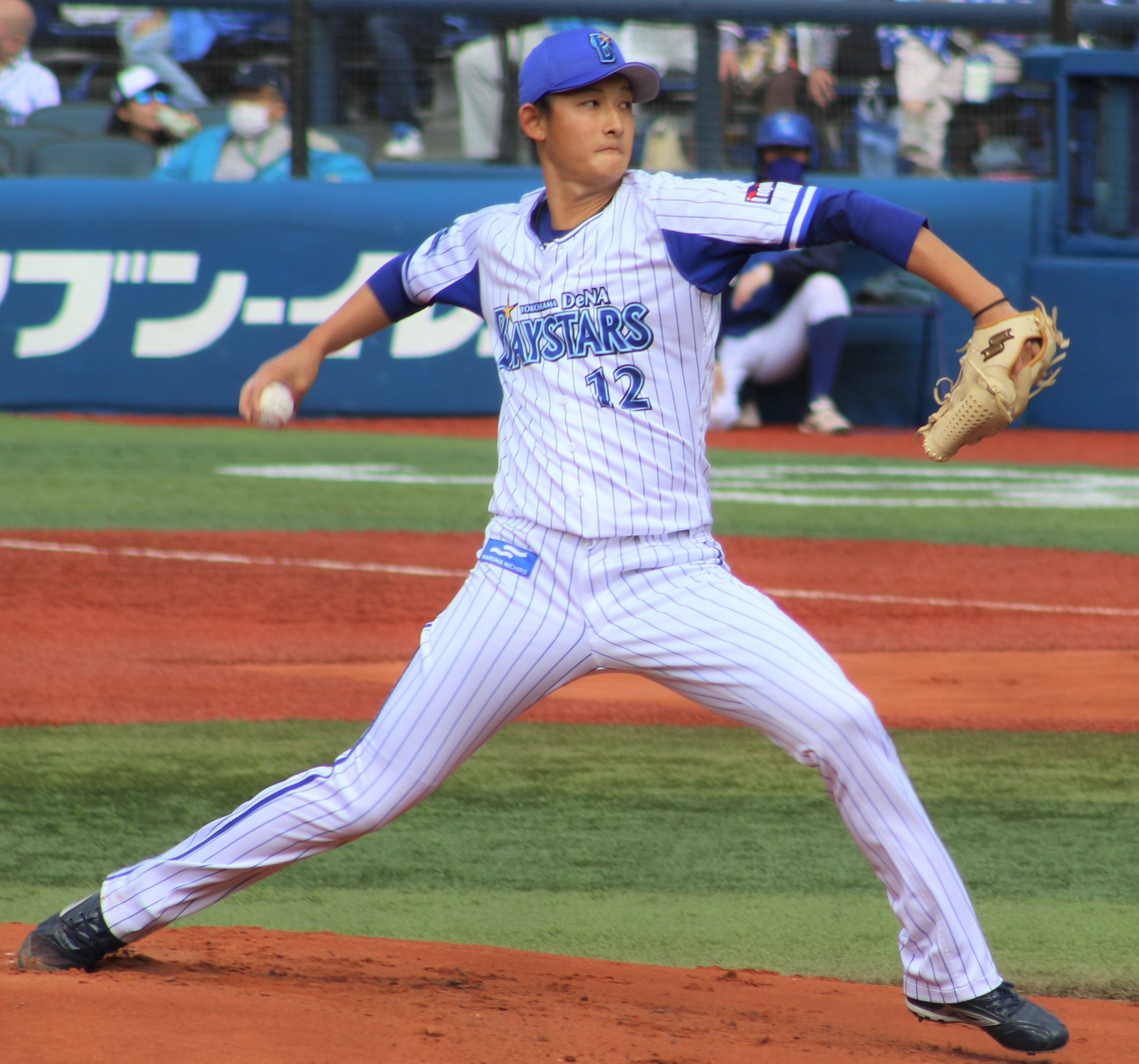
2021年4月4日 横浜スタジアムにて

2018年は、キャンプを二軍でスタートし、一度も一軍に昇格することなくシーズンを終えた。イースタン・リーグ公式戦では主に先発で18試合に登板し、3勝9敗、防御率6.15の成績を残した。シーズン終了後にはU-23野球日本代表に選出され、第2回 WBSC U-23ワールドカップに出場。2試合に先発し、10月27日のスーパーラウンド対ドミニカ共和国戦では7回無失点の好投を見せた。
2019年は、大貫晋一、飯塚悟史らと共に開幕先発ローテーション入りを目指し春季キャンプ一軍に抜擢されたが、練習試合・オープン戦で3試合に登板するも、計8イニングで5失点と結果を残すことが出来ず、開幕を二軍で迎えた。その後5月3日に一軍登録され、同日の阪神タイガース戦（阪神甲子園球場）でプロ初登板初先発を果たした。初回から自己最速となる150km/hのストレートを織り交ぜながら、阪神打線を5回無失点に抑える好投を見せた。しかし、2番手の国吉佑樹が同点を許し、プロ初登板初勝利とはならなかった。その後、2回の先発登板の機会を得たが、いずれも試合序盤で降板した。一軍での出場は3試合に留まったが、二軍ではチーム最多の17試合に先発登板し、4勝6敗、防御率4.67の成績を残した。シーズン終了後には京山将弥とともに強化指定選手に指名され、11月からはオーストラリアン・ベースボールリーグのキャンベラ・キャバルリーに大貫晋一、平田真吾、笠井崇正とともに派遣された。
2020年はシーズン初先発した8月22日の中日ドラゴンズ戦（ナゴヤドーム）では5回4失点で敗戦投手。8月30日の東京ヤクルトスワローズ戦（横浜スタジアム）では山田哲人に満塁本塁打を打たれるなど2回5失点の内容だった。11月1日の阪神戦（横浜スタジアム）では5回1失点に抑えたが、中継ぎ投手が逆転を許したため勝利投手とはなれなかった。同年は一軍では0勝2敗に終わったが、イースタン・リーグでは4勝1敗、防御率2.07を記録し、優秀選手賞を受賞した。
2021年は、4月4日の広島東洋カープ戦（横浜スタジアム）に先発し、5回無失点でプロ初勝利を挙げた。その後前半戦終了まで一軍での先発を重ねるも、9月9日に右肘クリーニング手術を受けた。同シーズンはリハビリにあてることになり、シーズン通算成績は8試合登板、2勝3敗、防御率4.11となった。また、二軍では勝率.800で最高勝率のタイトルを獲得した。
2022年は、イースタン・リーグで最多奪三振(91奪三振)のタイトルを獲得。しかし、一軍では9月17日の広島東洋カープ戦に先発し、3回3失点で敗戦投手に終わった1試合の登板のみに終わった。
2023年はDeNAでは一軍登板がなかった。

### ヤクルト時代
2023年7月26日、西浦直亨とのトレードで東京ヤクルトスワローズへの移籍が発表された。背番号は58。8月10日に一軍登録され、同日の対広島戦で中継ぎとして移籍後初登板した。最終的に13試合に中継ぎで登板して、0勝2敗2ホールド、防御率3.31の成績を残し、オフのみやざきフェニックス・リーグでは先発も経験した。契約更改交渉では、前年に900万円と報じられていた年俸が750万円だったことを明かし、100万円増の年俸850万円でサインした。
2024年の春季キャンプは一軍スタートで開幕ローテーション争いに名乗りを上げたが、開幕は二軍で迎えた。二軍で5試合に先発し、2勝0敗、防御率1.08と結果を残し、4月20日に一軍昇格。同日のDeNA戦が移籍後初先発登板試合となり、「見返したいというか、本当に手放さなければよかったなと、逃した魚は大きかったと思ってもらえる投球ができたらなと思っています」と古巣相手に強い闘志を燃やしていたが、5回途中7失点で敗戦投手となった。5四球を与えるなど制球が安定せず、監督の髙津臣吾からは「ちょっと打者との勝負にならなくてですね、ストライクゾーンと勝負しているというか」と苦言を呈された。翌日に二軍降格となった。このシーズンのイースタン・リーグでは最優秀防御率(2.24)、最多勝(9勝)、最高勝率(.750)のタイトルを獲得。オフに、プロ入り後ずっと目標にしていた斉藤和巳にあやかって、背番号を66に変更した。

## 選手としての特徴・人物
身長188cmの長身から投げ下ろされる最速154km/hの角度のあるストレートに、キレ味鋭い130km/h台のカットボールや落差の大きいカーブ、SFFが主体。2023年シーズン後からは投手コーチの伊藤智仁より教わったスイーパーやツーシームの習得に励んでいる。コントロールに甘さが残り、高校3年夏の南北海道大会では打ち込まれるケースもあった。指名挨拶に訪れた編成部長の吉田孝司は躍動感のあるフォームから「三浦大輔に似ている」と評価した。
憧れの選手は大谷翔平を挙げ、高校時代から大谷のフォロースルーを参考にしている。チャームポイントは「大きな耳」。
AAAのファンを公言しており、2020年シーズンより同グループの楽曲を登場曲に使用している。

## 詳細情報

### 年度別投手成績
| 年 度     | 球 団     | 登 板 | 先 発 | 完 投 | 完 封 | 無 四 球 | 勝 利 | 敗 戦 | セ 丨 ブ | ホ 丨 ル ド | 勝 率 | 打 者 | 投 球 回 | 被 安 打 | 被 本 塁 打 | 与 四 球 | 敬 遠 | 与 死 球 | 奪 三 振 | 暴 投 | ボ 丨 ク | 失 点 | 自 責 点 | 防 御 率 | W H I P |
| --------- | --------- | ----- | ----- | ----- | ----- | -------- | ----- | ----- | -------- | ----------- | ----- | ----- | -------- | -------- | ----------- | -------- | ----- | -------- | -------- | ----- | -------- | ----- | -------- | -------- | ------- |
| 2019      | DeNA      | 3     | 3     | 0     | 0     | 0        | 0     | 1     | 0        | 0           | .000  | 37    | 7.2      | 9        | 0           | 4        | 0     | 1        | 4        | 0     | 0        | 5     | 5        | 5.87     | 1.70    |
| 2020      | DeNA      | 3     | 3     | 0     | 0     | 0        | 0     | 2     | 0        | 0           | .000  | 62    | 12.0     | 22       | 2           | 7        | 1     | 0        | 10       | 1     | 1        | 10    | 10       | 7.50     | 2.42    |
| 2021      | DeNA      | 8     | 8     | 0     | 0     | 0        | 2     | 3     | 0        | 0           | .400  | 160   | 35.0     | 37       | 4           | 19       | 0     | 1        | 18       | 3     | 0        | 20    | 16       | 4.11     | 1.60    |
| 2022      | DeNA      | 1     | 1     | 0     | 0     | 0        | 0     | 0     | 0        | 0           | ----  | 14    | 3.0      | 4        | 1           | 1        | 0     | 0        | 2        | 0     | 0        | 3     | 3        | 9.00     | 1.67    |
| 2023      | ヤクルト  | 13    | 0     | 0     | 0     | 0        | 0     | 2     | 0        | 2           | .000  | 73    | 16.1     | 19       | 0           | 6        | 2     | 0        | 17       | 1     | 0        | 7     | 6        | 3.31     | 1.53    |
| 2024      | ヤクルト  | 2     | 2     | 0     | 0     | 0        | 0     | 1     | 0        | 0           | .000  | 43    | 8.1      | 11       | 0           | 8        | 0     | 0        | 6        | 2     | 0        | 10    | 10       | 10.80    | 2.28    |
| 通算：6年 | 通算：6年 | 30    | 17    | 0     | 0     | 0        | 2     | 9     | 0        | 2           | .182  | 389   | 82.1     | 102      | 7           | 45       | 3     | 2        | 57       | 7     | 1        | 55    | 50       | 5.47     | 1.79    |

- 2024年度シーズン終了時

### 年度別守備成績
| 年 度 | 球 団    | 投手  | 投手  | 投手  | 投手  | 投手  | 投手     |
| 年 度 | 球 団    | 試 合 | 刺 殺 | 補 殺 | 失 策 | 併 殺 | 守 備 率 |
| ----- | -------- | ----- | ----- | ----- | ----- | ----- | -------- |
| 2019  | DeNA     | 3     | 0     | 2     | 0     | 0     | 1.000    |
| 2020  | DeNA     | 3     | 1     | 5     | 0     | 0     | 1.000    |
| 2021  | DeNA     | 8     | 2     | 7     | 0     | 1     | 1.000    |
| 2022  | DeNA     | 1     | 0     | 0     | 0     | 0     | ----     |
| 2023  | ヤクルト | 13    | 0     | 3     | 1     | 0     | .750     |
| 2024  | ヤクルト | 2     | 0     | 2     | 0     | 0     | 1.000    |
| 通算  | 通算     | 30    | 3     | 19    | 1     | 1     | .957     |

- 2024年度シーズン終了時

### 記録
初記録
投手記録
- 初登板・初先発登板：2019年5月3日、対阪神タイガース7回戦（阪神甲子園球場）、5回無失点で勝敗つかず
- 初奪三振：同上、1回裏に近本光司から空振り三振
- 初勝利・初先発勝利：2021年4月4日、対広島東洋カープ3回戦（横浜スタジアム）、5回無失点
- 初ホールド：2023年8月12日、対阪神タイガース18回戦（京セラドーム大阪）、9回裏に5番手で救援登板、2回無失点

打撃記録
- 初打席：2019年5月3日、対阪神タイガース7回戦（阪神甲子園球場）、2回表に西勇輝から見逃し三振

### 背番号
- 12（2018年 - 2023年7月27日）
- 58（2023年7月28日 - 2024年）
- 66（2025年 - ）

### 登場曲
- 「Green boys」GReeeeN（2018年）
- 「Around The World」MONKEY MAJIK（2019年）
- 「Yell」AAA（2020年 - ）

### 代表歴
- 第2回 WBSC U-23ワールドカップ